# Río Laca Jahuira
El río Laca Jahuira (o Lacajahuira) es un río perteneciente a la cuenca endorreica del altiplano boliviano. Nace del lago Poopó al sur y discurre en el departamento de Oruro.
Discurre en dirección oeste-suroeste. Tiene una longitud de 135 kilómetros hasta su desembocadura en el salar de Coipasa. Sus aguas son salobres ya que provienen del lago.

## Sistema endorreico Titicaca-Desaguadero-Poopó-Salar de Coipasa
El río pertenece al Sistema TDPS, una cuenca interior de América del Sur que recoge las aguas del lago Titicaca, las lleva por el río Desaguadero hasta el lago Poopó para, en los tiempos de abundancia de lluvia, llevarlas al lago Coipasa por medio del río Laca Jahuira. Por el lado chileno, el río Lauca lleva las aguas del lagunas de Cotacotani directamente al lago Coipasa como también lo hace el río Todos Santos (o Sibaya). Por el contrario, los ríos Caquena (o Cosapilla), Uchusuma y otros, las llevan primero al río Mauri que las entrega al río Desaguadero, desde donde llegan al lago Coipasa.